# 1 000 kilomètres de Suzuka 1987
Navigation
Édition précédente Édition suivante
Les 1 000 kilomètres de Suzuka 1987, disputées le 23 août 1987 sur le Circuit de Suzuka, ont été la seizième édition de cette épreuve et la quatrième manche du Championnat du Japon de sport-prototypes 1987.

## La course

### Classement de la course
Voici le classement officiel au terme de la course,.
- Les premiers de chaque catégorie du championnat du monde sont signalés par un fond jaune.
- Pour la colonne Pneus, il faut passer le curseur au-dessus du modèle pour connaître le manufacturier de pneumatiques.
- Les voitures ne réussissant pas à parcourir 75% de la distance du gagnant sont non classées (NC).

| Pos  | Classe | no  | Écurie                      | Pilotes                                                  | Châssis                             | Pneus | Tours | Temps               |
| Pos  | Classe | no  | Écurie                      | Pilotes                                                  | Moteur                              | Pneus | Tours | Temps               |
| ---- | ------ | --- | --------------------------- | -------------------------------------------------------- | ----------------------------------- | ----- | ----- | ------------------- |
| 1    | C      | 36  | Toyota Team TOM’s           | Geoff Lees Masanori Sekiya Hitoshi Ogawa                 | Toyota 87C                          | B     | 171   | 6 h 27 min 02 s 449 |
| 1    | C      | 36  | Toyota Team TOM’s           | Geoff Lees Masanori Sekiya Hitoshi Ogawa                 | Toyota 3S-GTM 2,1 l I4 Turbo        | B     | 171   | 6 h 27 min 02 s 449 |
| 2    | C      | 27  | FromA Racing                | Hideki Okada John Nielsen                                | Porsche 962C                        | B     | 171   | + 1 min 45 s 957    |
| 2    | C      | 27  | FromA Racing                | Hideki Okada John Nielsen                                | Porsche Type-935 2,8 l Flat-6 Turbo | B     | 171   | + 1 min 45 s 957    |
| 3    | C      | 1   | Advan Alpha Nova            | Kunimitsu Takahashi Kenny Acheson Kazuo Mogi             | Porsche 962C                        | Y     | 170   | + 1 tour            |
| 3    | C      | 1   | Advan Alpha Nova            | Kunimitsu Takahashi Kenny Acheson Kazuo Mogi             | Porsche Type-935 2,8 l Flat-6 Turbo | Y     | 170   | + 1 tour            |
| 4    | C      | 16  | Leyton House Racing Team    | Kris Nissen Volker Weidler                               | Porsche 962CK6                      | B     | 168   | + 3 tours           |
| 4    | C      | 16  | Leyton House Racing Team    | Kris Nissen Volker Weidler                               | Porsche Type-935 2,8 l Flat-6 Turbo | B     | 168   | + 3 tours           |
| 5    | C      | 201 | Mazdaspeed                  | Yoshimi Katayama Pierre Dieudonné Yojiro Terada          | Mazda 757                           | D     | 164   | + 7 tours           |
| 5    | C      | 201 | Mazdaspeed                  | Yoshimi Katayama Pierre Dieudonné Yojiro Terada          | Mazda 13G 2,0 l 3-Rotor             | D     | 164   | + 7 tours           |
| 6    | C      | 23  | Hoshino Racing              | Kazuyoshi Hoshino Kenji Takahashi (de) Dave Scott        | Nissan R87E                         | B     | 157   | + 14 tours          |
| 6    | C      | 23  | Hoshino Racing              | Kazuyoshi Hoshino Kenji Takahashi (de) Dave Scott        | Nissan VEJ30 3,0 l V8 Turbo         | B     | 157   | + 14 tours          |
| 7    | C      | 7   | Best House Racing Team      | Osamu Nakako Maurizio Sandro Sala                        | LM 07                               | Y     | 157   | + 14 tours          |
| 7    | C      | 7   | Best House Racing Team      | Osamu Nakako Maurizio Sandro Sala                        | Toyota 3S-GTM 2,1 l I4 Turbo        | Y     | 157   | + 14 tours          |
| 8    | A      | 8   |                             | Kouji Satou Isao Nakahira                                | West 87S                            | B     | 151   | + 20 tours          |
| 8    | A      | 8   | Mazda                       | Kouji Satou Isao Nakahira                                |                                     | B     | 151   | + 20 tours          |
| 9    | C      | 3   | Auto Beaurex Motorsport     | Will Hoy Kaoru Hoshino                                   | Tom's 86C                           | D     | 148   | + 23 tours          |
| 9    | C      | 3   | Auto Beaurex Motorsport     | Will Hoy Kaoru Hoshino                                   | Toyota 3S-GTM 2,1 l I4 Turbo        | D     | 148   | + 23 tours          |
| 10   | A      | 18  |                             | Yuuzou Kamata Hajime Ooshiro Yoshiyuki Ogura             | Oscar SK85                          | D     | 146   | + 25 tours          |
| 10   | A      | 18  | Mazda                       | Yuuzou Kamata Hajime Ooshiro Yoshiyuki Ogura             |                                     | D     | 146   | + 25 tours          |
| 11   | A      | 48  |                             | Keiichi Mizutani Motozou Fujikawa                        | Oscar SK85                          | D     | 145   | + 26 tours          |
| 11   | A      | 48  | Mazda                       | Keiichi Mizutani Motozou Fujikawa                        |                                     | D     | 145   | + 26 tours          |
| 12   | A      | 19  |                             | Shin'ichi Takahisa Seiichi Sodeyama Masami Miyoshi       | Oscar SK85                          | Y     | 145   | + 26 tours          |
| 12   | A      | 19  | Mazda                       | Shin'ichi Takahisa Seiichi Sodeyama Masami Miyoshi       |                                     | Y     | 145   | + 26 tours          |
| 13   | A      | 9   | Katayama Racing             | Souichirou Tanaka Hiroaki Ishii Kazuo Emi                | Oscar SK85                          | D     | 144   | + 27 tours          |
| 13   | A      | 9   | Katayama Racing             | Souichirou Tanaka Hiroaki Ishii Kazuo Emi                | Mazda                               | D     | 144   | + 27 tours          |
| 14   | A      | 14  | Team RS Kamata with Technic | Naonori Maekawa Tomoaki Niimi                            | West 83S                            | B     | 140   | + 31 tours          |
| 14   | A      | 14  | Team RS Kamata with Technic | Naonori Maekawa Tomoaki Niimi                            | Mazda                               | B     | 140   | + 31 tours          |
| 15   | A      | 6   |                             | Hideki Uemura Akihiro Masuda                             | West 87S                            | B     | 138   | + 33 tours          |
| 15   | A      | 6   | Mazda                       | Hideki Uemura Akihiro Masuda                             |                                     | B     | 138   | + 33 tours          |
| 16   | A      | 22  |                             | Yoshihide Fukuyasu Toshihiko Mochizuki Youichirou Suzuki | Oscar SK85                          | D     | 138   | + 33 tours          |
| 16   | A      | 22  | Mazda                       | Yoshihide Fukuyasu Toshihiko Mochizuki Youichirou Suzuki |                                     | D     | 138   | + 33 tours          |
| 17   | C      | 50  | SARD                        | Syuuroku Sasaki Tsunehisa Asai                           | SARD MC87S                          | D     | 131   | + 40 tours          |
| 17   | C      | 50  | SARD                        | Syuuroku Sasaki Tsunehisa Asai                           | Toyota 3S-GTM 2,1 l I4 Turbo        | D     | 131   | + 40 tours          |
| 18   | A      | 31  | Horri Racing                | Nobuyoshi Horii Hajime Kajiwara                          | West 83S II                         | B     | 131   | + 40 tours          |
| 18   | A      | 31  | Horri Racing                | Nobuyoshi Horii Hajime Kajiwara                          | Mazda                               | B     | 131   | + 40 tours          |
| 19   | A      | 30  | Mazda Sport Car Club        | Iwao Sugai Hiroshi Sugai Takeshi Yamazaki                | Mazda RX-7                          | D     | 130   | + 41 tours          |
| 19   | A      | 30  | Mazda Sport Car Club        | Iwao Sugai Hiroshi Sugai Takeshi Yamazaki                | Mazda                               | D     | 130   | + 41 tours          |
| 20   | A      | 77  | Mazda Auto Tokyo            | Toshihiko Nogami Hideyuki Tamamoto                       | West 85S                            | D     | 129   | + 42 tours          |
| 20   | A      | 77  | Mazda Auto Tokyo            | Toshihiko Nogami Hideyuki Tamamoto                       | Mazda                               | D     | 129   | + 42 tours          |
| 21   | C      | 28  | Person’s Racing Team        | Takao Wada Anders Olofsson                               | Nissan R86V                         | Y     | 128   | + 43 tours          |
| 21   | C      | 28  | Person’s Racing Team        | Takao Wada Anders Olofsson                               | Nissan VG30ET 3,0 l V6 Turbo        | Y     | 128   | + 43 tours          |
| 22   | C      | 32  | Hasemi Motorsport           | Aguri Suzuki Masahiro Hasemi                             | Nissan R87E                         | D     | 128   | + 43 tours          |
| 22   | C      | 32  | Hasemi Motorsport           | Aguri Suzuki Masahiro Hasemi                             | Nissan VEJ30 3,0 l V8 Turbo         | D     | 128   | + 43 tours          |
| Abd. | C      | 202 | Mazdaspeed                  | Takashi Yorino David Kennedy                             | Mazda 757                           | D     | 127   | Essence             |
| Abd. | C      | 202 | Mazdaspeed                  | Takashi Yorino David Kennedy                             | Mazda 13G 2,0 l 3-Rotor             | D     | 127   | Essence             |
| Abd. | C      | 2   | Alpha Cubic Racing Team     | Chiyomi Totani Naoki Nagasaka Taku Akaike                | Porsche 962C                        | B     | 129   | Moteur              |
| Abd. | C      | 2   | Alpha Cubic Racing Team     | Chiyomi Totani Naoki Nagasaka Taku Akaike                | Porsche Type-935 2,8 l Flat-6 Turbo | B     | 129   | Moteur              |
| Abd. | A      | 87  |                             | Yoshifumi Yamazaki Masaki Oohashi Naoto Chikada          | West 87S                            | D     | 103   | Retrait             |
| Abd. | A      | 87  | Mazda                       | Yoshifumi Yamazaki Masaki Oohashi Naoto Chikada          |                                     | D     | 103   | Retrait             |
| Abd. | B      | 151 | British Barn Racing Team    | Jiro Yoneyama Kiyoshi Misaki (en)                        | Jiro 62C                            | D     | 82    | Moteur              |
| Abd. | B      | 151 | British Barn Racing Team    | Jiro Yoneyama Kiyoshi Misaki (en)                        | Ford Cosworth DFL 3,3 l V8 Atmo     | D     | 82    | Moteur              |
| Abd. | C      | 38  | Dome Motorsport             | Eje Elgh Ross Cheever                                    | Dome 87C                            | D     | 45    | Accident            |
| Abd. | C      | 38  | Dome Motorsport             | Eje Elgh Ross Cheever                                    | Toyota 3S-GTM 2,1 l I4 Turbo        | D     | 45    | Accident            |
| Abd. | B      | 70  | Batsu Racing Team           | Syuuji Fujii Ichirou Mizuno Kazuhiko Oda                 | MCS Guppy                           | D     | 38    | Sortie de piste     |
| Abd. | B      | 70  | Batsu Racing Team           | Syuuji Fujii Ichirou Mizuno Kazuhiko Oda                 | Mazda 13B 1,3 l 2-Rotor             | D     | 38    | Sortie de piste     |
| Abd. | A      | 33  |                             | Kazuo Fujita Seiji Imoto Tadao Yamauchi                  | Oscar SK85                          | D     | 29    | Retrait             |
| Abd. | A      | 33  | Mazda                       | Kazuo Fujita Seiji Imoto Tadao Yamauchi                  |                                     | D     | 29    | Retrait             |
| Abd. | A      | 20  |                             | Ken'ichi Kaneko Tsuguaki Ogura Masazaku Ookawa           | West 85S                            | Y     | 24    | Retrait             |
| Abd. | A      | 20  | Mazda                       | Ken'ichi Kaneko Tsuguaki Ogura Masazaku Ookawa           |                                     | Y     | 24    | Retrait             |
| Abd. | C      | 100 | Trust Racing Team           | Vern Schuppan Keiichi Suzuki James Weaver                | Porsche 962C                        | D     | 1     | Moteur              |
| Abd. | C      | 100 | Trust Racing Team           | Vern Schuppan Keiichi Suzuki James Weaver                | Porsche Type-935 2,8 l Flat-6 Turbo | D     | 1     | Moteur              |

## Pole position et record du tour
- Pole position :  Geoff Lees /  Masanori Sekiya /  Hitoshi Ogawa (#36 Toyota Team TOM’s) en 1 min 53 s 137
- Meilleur tour en course :  Takao Wada /  Anders Olofsson (#28 Person’s Racing Team) en 2 min 02 s 947

## À noter
- Longueur du circuit : 5,859 km
- Distance parcourue par les vainqueurs : 1 001,963 km